# Atentados de Estambul de diciembre de 2016
El atentado de Estambul de diciembre de 2016 fue una serie de ataques terroristas que fueron perpetrados en la noche del 10 de diciembre, con coche bomba alrededor del Vodafone Arena, un estadio de fútbol ubicado en el distrito de Beşiktaş, en la ciudad turca de Estambul, y que no ha sido reclamado. Las víctimas fueron principalmente policías.
Durante varios meses, la ciudad de Estambul había sido blanco de una ola de ataques mortales realizados por el Partido de los Trabajadores de Kurdistán (PKK) o el disidente Halcones de la Libertad del Kurdistán (TAK), dentro del conflicto kurdo en Turquía, o por el grupo terrorista Estado Islámico, porque Turquía forma parte de la coalición contra dicho grupo.
La situación de los kurdos en Turquía es particularmente tensa desde que el presidente Recep Tayyip Erdoğan intensificó la represión contra ellos después del intento golpe de Estado del 15 de julio de 2016, incluyendo la detención de varios miembros, incluidos los copresidentes del Partido Demócrata (HDP, principal partido prokurdo) y alcaldes kurdos, sino también el despido de un gran número de maestros acusados de apaciguamiento con el PKK. Este doble ataque en concreto se llevó a cabo después de un partido entre el Beşiktaş y Bursaspor (2-1), que se celebró en el estadio Vodafone Arena en el distrito de Beşiktaş. Según las últimas cifras oficiales, al menos treinta y ocho personas murieron: treinta policías, siete civiles y una persona cuya identidad aún no ha sido determinada, así como seiscientos sesenta y seis heridos, tres de ellos en estado crítico.